# 毛颖野古草
毛颖野古草（学名：Arundinella tricholepis）是禾本科野古草属的植物，为中国的特有植物。分布在中国大陆的云南西部腾冲县等地，生长于海拔1,700米的地区，一般生于山坡草地，目前尚未由人工引种栽培。